# Moravskoslezská fotbalová liga 1996/1997
V soubojích šestého ročníku Moravskoslezské fotbalové ligy 1996/97 se utkalo 16 týmů každý s každým dvoukolovým systémem podzim–jaro. Tento ročník začal v srpnu 1996 a skončil v červnu 1997.
Během podzimu ze soutěže odstoupil klub FC Alfa Valašské Klobouky, čímž se stal prvním sestupujícím, jeho výsledky byly anulovány a soutěž byla dohrána s 15 účastníky. 
Do II. ligy postoupil vítěz, Valašské Klobouky se přihlásily do okresních soutěží a do Divize E sestoupil TJ ŽD Bohumín.

## Nové týmy v sezoně 1996/97
- Ze II. ligy 1995/96 nesestoupilo do MSFL žádné mužstvo.
- Z Divize D 1995/1996 postoupilo vítězné mužstvo FC Alfa Slušovice „B“/FC Alfa Valašské Klobouky a AFK VMG Kyjov (2. místo), z Divize E 1995/1996 postoupilo vítězné mužstvo FK Krnov.

## Nejlepší střelec
Nejlepším střelcem sezony se stal útočník Baníku Ratíškovice Karel Kulyk, který soupeřům nastřílel 23 branky.

## Konečná tabulka
| Poř. | Tým                           | Z  | V  | R  | P  | VG | OG | B  |
| ---- | ----------------------------- | -- | -- | -- | -- | -- | -- | -- |
| 1.   | FC SYNOT Staré Město          | 28 | 20 | 6  | 2  | 61 | 22 | 66 |
| 2.   | SK Baník Ratíškovice          | 28 | 15 | 7  | 6  | 55 | 26 | 52 |
| 3.   | FK Krnov (N)                  | 28 | 14 | 6  | 8  | 44 | 32 | 48 |
| 4.   | FC NH Ostrava                 | 28 | 13 | 5  | 10 | 35 | 31 | 44 |
| 5.   | FK MSA Dolní Benešov          | 28 | 11 | 10 | 7  | 41 | 28 | 43 |
| 6.   | VTJ Znojmo                    | 28 | 12 | 6  | 10 | 42 | 36 | 42 |
| 7.   | ČSK Uherský Brod              | 28 | 11 | 6  | 11 | 32 | 39 | 39 |
| 8.   | FC Baník Ostrava „B“          | 28 | 10 | 9  | 9  | 45 | 43 | 39 |
| 9.   | SK Sigma Olomouc „B“          | 28 | 9  | 9  | 10 | 28 | 29 | 36 |
| 10.  | FK UNEX Uničov                | 28 | 10 | 4  | 14 | 35 | 38 | 34 |
| 11.  | FC Boby Brno „B“              | 28 | 9  | 7  | 12 | 30 | 37 | 34 |
| 12.  | FK PSJ Motorpal Jihlava       | 28 | 9  | 5  | 14 | 29 | 50 | 32 |
| 13.  | AFK VMG Kyjov (N)             | 28 | 9  | 4  | 15 | 34 | 40 | 31 |
| 14.  | SK Hranice                    | 28 | 7  | 4  | 17 | 25 | 54 | 25 |
| 15.  | TJ ŽD Bohumín                 | 28 | 4  | 6  | 18 | 15 | 46 | 18 |
| 16.  | FC Alfa Valašské Klobouky (N) | –  | –  | –  | –  | –  | –  | –  |

Poznámky:
- Z = Odehrané zápasy; V = Vítězství; R = Remízy; P = Prohry; VG = Vstřelené góly; OG = Obdržené góly; B = Body; (S) = Mužstvo sestoupivší z vyšší soutěže; (N) = Mužstvo postoupivší z nižší soutěže (nováček)
- O pořadí na 7. a 8. místě rozhodla bilance vzájemných zápasů: Uherský Brod – Ostrava B 0:1, Ostrava B – Uherský Brod 1:3
- O pořadí na 10. a 11. místě rozhodlo lepší skóre Uničova, bilance vzájemných zápasů byla vyrovnaná: Uničov – Brno B 0:1, Brno B – Uničov 0:1

Zkratky:
- AFK = Atleticko-fotbalový klub; ČSK = Český sportovní klub; FC = Football club; FK = Fotbalový klub; MSA = Moravsko-Slezské armatury; NH = Nová huť; PSJ = Pozemní stavby Jihlava; SK = Sportovní klub; UNEX = název sponzora klubu; VMG = Vetropack Moravia Glass (název sponzora klubu); VTJ = Vojenská tělovýchovná jednota;

|  | Postup do II. ligy 1997/98     |
|  | Sestup do Divize E 1997/98     |
|  | Přihláška do okresních soutěží |

## Výsledky
|                           | STM | RAT | KRN | NHO | DBE | ZNO | OVA | UHB | OLO | UNI | BRN | JIH | KYJ | HRA | BOH | VKL |
| ------------------------- | --- | --- | --- | --- | --- | --- | --- | --- | --- | --- | --- | --- | --- | --- | --- | --- |
| FC SYNOT Staré Město      | —   | 3:3 | 3:2 | 1:1 | 0:0 | 2:1 | 4:1 | 2:2 | 0:1 | 4:0 | 2:2 | 6:1 | 3:0 | 4:1 | 4:0 |     |
| SK Baník Ratíškovice      | 0:1 | —   | 1:0 | 2:0 | 1:1 | 1:1 | 1:2 | 4:1 | 1:0 | 7:1 | 1:1 | 2:0 | 1:1 | 5:2 | 5:0 |     |
| FK Krnov                  | 0:0 | 2:1 | —   | 2:1 | 1:3 | 0:0 | 2:2 | 2:1 | 1:0 | 2:1 | 1:0 | 4:3 | 2:0 | 4:1 | 3:0 |     |
| FC NH Ostrava             | 2:3 | 1:3 | 2:1 | —   | 1:0 | 4:1 | 1:1 | 0:0 | 3:1 | 1:1 | 2:0 | 3:1 | 2:0 | 1:0 | 1:0 |     |
| FK MSA Dolní Benešov      | 1:2 | 0:1 | 3:0 | 2:1 | —   | 4:0 | 4:1 | 2:1 | 0:0 | 1:0 | 3:2 | 1:1 | 1:1 | 0:0 | 3:1 |     |
| VTJ Znojmo                | 1:2 | 2:2 | 0:1 | 3:1 | 1:0 | —   | 1:3 | 3:0 | 3:0 | 1:0 | 4:0 | 1:0 | 2:1 | 5:0 | 3:0 |     |
| FC Baník Ostrava „B“      | 1:3 | 1:2 | 0:0 | 1:0 | 5:2 | 1:1 | —   | 1:3 | 1:1 | 3:0 | 1:3 | 0:0 | 3:2 | 0:2 | 3:3 |     |
| ČSK Uherský Brod          | 0:1 | 3:0 | 1:3 | 0:1 | 0:0 | 3:2 | 0:1 | —   | 2:1 | 3:0 | 3:1 | 1:0 | 1:5 | 2:0 | 0:0 |     |
| SK Sigma Olomouc „B“      | 0:1 | 2:2 | 1:3 | 2:1 | 3:0 | 0:0 | 0:0 | 1:1 | —   | 2:1 | 2:0 | 4:1 | 2:1 | 0:0 | 1:0 |     |
| FK UNEX Uničov            | 0:2 | 2:1 | 1:1 | 4:1 | 1:1 | 0:1 | 2:1 | 5:0 | 0:0 | —   | 0:1 | 5:0 | 1:0 | 4:0 | 1:0 |     |
| FC Boby Brno „B“          | 1:2 | 0:2 | 0:0 | 0:1 | 1:1 | 2:2 | 1:0 | 1:0 | 2:0 | 0:1 | —   | 1:1 | 2:3 | 1:0 | 2:0 |     |
| FK PSJ Motorpal Jihlava   | 0:2 | 0:3 | 1:0 | 0:0 | 2:1 | 1:0 | 3:5 | 1:2 | 2:1 | 2:1 | 2:2 | —   | 1:0 | 3:1 | 1:0 |     |
| AFK VMG Kyjov             | 1:0 | 0:2 | 1:0 | 1:0 | 1:4 | 4:0 | 2:2 | 1:2 | 1:2 | 0:2 | 1:2 | 1:0 | —   | 0:0 | 1:0 |     |
| SK Hranice                | 0:1 | 1:0 | 2:5 | 0:1 | 0:3 | 4:1 | 0:2 | 0:1 | 2:1 | 2:1 | 0:2 | 3:1 | 1:5 | —   | 2:0 |     |
| TJ ŽD Bohumín             | 0:3 | 0:1 | 3:2 | 1:2 | 0:0 | 0:2 | 0:3 | 1:1 | 0:0 | 1:0 | 2:0 | 0:1 | 2:0 | 1:1 | —   |     |
| FC Alfa Valašské Klobouky |     |     |     |     |     |     |     |     |     |     |     |     |     |     |     | —   |

## Soupisky mužstev

### FC SYNOT Staré Město
Jiří Hrubý (-/0),
F. Martínek (-/0),
Miroslav Ondrůšek (-/0) -
R. Antl (-/4),
P. Baláž (-/0),
R. Bičánek (-/2),
P. Bílek (-/2),
Radek Bouřa (-/5),
M. Duchtík (-/1),
Milan Forgáč (-/0),
Pavel Chlachula (-/2),
Miroslav Hlahůlek (-/3),
Radomír Kaizar (-/0),
Dušan Klvaňa (-/21),
Martin Kočica (-/1),
P. Ludvíček (-/0),
M. Němčický (-/0),
Radim Palčík (-/3),
Daniel Racek (-/1),
P. Strakáč (-/1),
Slavoj Štěrba (-/5),
Radek Toman (-/0),
Petr Videman (-/1),
Jiří Vojtěšek (-/3),
Libor Zapletal (-/5) -
trenéři Lubomír Jegla a Jiří Nevrlý

### FC NH Ostrava
P. Hladký (-/0),
Roman Hulva (-/0),
J. Rektořík (-/0) -
Robert Caha (-/2),
Pavel Cirkl (-/0),
... Forgáč (-/1),
Petr Freisler (-/1),
Vladimír Chalupa (-/2),
Radim Chvěja (-/0),
Daniel Kaspřík (-/1),
Pavel Kubánek (-/0),
Marcel Kudrna (-/0),
Jaroslav Laub (-/0),
Fotis Maniatis (-/0),
Miroslav Matula (-/0),
Jiří Mohyla (-/0),
L. Odstrčilík (-/0),
J. Ondrušík (-/1),
Rostislav Pikonský (-/4),
J. Přibyl (-/0),
A. Sedlář (-/3),
Radek Sionko (-/4),
Bohuslav Škopek (-/0),
Martin Štverka (-/0),
Roman Šťástka (-/8),
Tomáš Šťástka (-/0),
T. Voznica (-/2),
Artur Wojnarovský (-/2),
Luděk Zdráhal (-/3) -
trenéři Petr Hudec a Zdeněk Hanus

### VTJ Znojmo
Pavel Bulín (-/0),
M. Vaňák (-/0),
M. Veselý (-/0) –
Zdeněk Beňo (-/1),
M. David (-/0),
Z. Doležal (-/0),
David Hubáček (-/3),
Lubor Knapp (-/0),
P. Košťál (-/0),
Petr Križko (-/0),
M. Kučera (-/1),
Pavel Kulig (-/10),
Z. Macháček (-/0),
J. Mališka (-/0),
Radek Opršál (-/0),
Jiří Pavelčík (-/3),
M. Prášilík (-/0),
Miroslav Prchlý (-/3),
Libor Sionko (-/4),
Petr Slončík (-/0),
Miroslav Steinhauser (-/5),
Antonín Šimurda (-/2),
Jan Trousil (-/6),
Daniel Vacula (-/2),
Radomír Víšek (-/0),
Robert Wendl (-/1) –
trenér Jiří Fryš

### ČSK Uherský Brod
P. Man (-/0),
P. Minařík (-/0),
F. Pavlíček (-/0) –
R. Balůšek (-/0),
... Dobeš (-/2),
Jaroslav Irovský (-/1),
Otakar Josefík (-/0),
Martin Kočica (-/1),
J. Křapa (-/0),
... Kudrna (-/1),
... Kuchta (-/1),
Jaroslav Laub (-/0),
Petr Lysáček (-/8),
J. Mahdalík (-/0),
Ladislav Minář (-/3),
M. Nedbal (-/0),
F. Novák (-/1),
A. Plášek (-/0),
Petr Podaný (-/6),
O. Raiskup (-/0),
Aleš Ryška (-/5),
Roman Sedláček (-/1),
Josef Slovák (-/0),
J. Sotolář (-/4),
R. Šajter (-/0),
Slavoj Štěrba (-/0),
Martin Štverka (-/1),
V. Tomeček (-/0),
J. Vystrčil (-/0) –
trenér Jiří Dunaj

### FC Baník Ostrava „B“
Marek Čech (-/0),
Aleš Jurčík (-/0),
Martin Šenkyřík (-/0) -
Lubomír Blaha (-/4),
M. Bojarský (-/0),
René Bolf (-/3),
R. Brettschneider (-/0),
Peter Bugár (-/1),
Milan Duhan (-/2),
Josef Dvorník (-/0),
David Gill (-/0),
R. Hajda (-/0),
S. Heger (-/0),
Jan Hejnal (-/0),
Marek Jankulovski (-/1),
Jaroslav Josefík (-/0),
Daniel Kaspřík (-/1),
M. Kašík (-/0),
Lubor Knapp (-/0),
Luboš Knoflíček (-/1),
Michael Kubík (-/3),
Marcel Lička (-/6),
M. Lukáš (-/0),
Martin Lukeš (-/3),
J. Mališka (-/0),
Miroslav Mikulík (-/1),
Roman Nohavica (-/1),
Michal Ondráček (-/0),
Rostislav Pikonský (-/2),
Marek Poštulka (-/1),
M. Randýsek (-/0),
Petr Ruman (-/4),
Libor Sionko (-/6),
Tomáš Sluka (-/0),
M. Šubrt (-/1),
Radomír Víšek (-/0),
Aleš Vojáček (-/0),
Radim Wozniak (-/0),
Tomáš Zajíc (-/0),
Luděk Zdráhal (-/2),
Jan Žemlík (-/0) -
trenéři Václav Štverka a Pavol Michalík

### SK Sigma Olomouc „B“
Zdeněk Psotka (-/0), 
Martin Vaniak (-/0) - 
Jiří Balcárek (-/5),
Jiří Barbořík (-/1),
Adam Brzezina (-/0),
J. Coufal (-/0),
Jiří Gába (-/0),
Marek Heinz (-/5),
Jiří Homola (-/2),
Eduard Hrabalík (-/0),
Michal Hýbner (-/0),
O. Kalamár (-/0),
P. Komínek (-/0),
Radim König (-/1),
Jiří Krohmer (-/3),
Radek Onderka (-/2),
Ľuboš Pagor (-/0),
Marek Prášilík (-/0),
Aleš Ryška (-/3),
Martin Šavrňák (-/0),
... Šebík (-/1),
R. Študent (-/0),
Martin Švestka (-/0),
R. Tichý (-/1),
Tomáš Ujfaluši (-/1),
M. Vacek (-/0),
M. Vašíček (-/0),
Tomáš Večeřa (-/0),
Jiří Vít (-/0),
P. Vrána (-/0) -
trenér Vlastimil Palička

### FC Boby Brno „B“
M. Brzobohatý (-/0),
P. Gronich (-/0),
Jan Klíma (-/0),
Tomáš Kučerňák (-/0) –
Tomáš Abrahám (-/2),
Daniel Břežný (-/0),
Marcel Cupák (-/1),
Libor Došek (-/3),
Vladimír Chaloupka (-/3),
Lukáš Jiříkovský (-/0),
Pavel Kobylka (-/1),
Michal Kolomazník (-/5),
Jiří Kopunec (-/6),
Z. Krejčí (-/0),
M. Kropáček (-/5),
P. Kropáček (-/1),
L. Minařík (-/0),
R. Minařík (-/0),
L. Navrátil (-/0),
Jan Polák (-/0),
Jarmil Pospíšil (-/0),
J. Rožinský (-/0),
T. Říha (-/0),
P. Svat (-/0),
Roman Široký (-/1),
Pavel Šustr (-/0),
Petr Švancara (-/0),
Radek Toman (-/1),
L. Tůma (-/0),
M. Tůma (-/0),
M. Válek (-/0),
Karel Večeřa (-/0),
D. Záleský (-/0),
Martin Zbončák (-/1),
O. Zezula (-/0),
P. Žalud (-/0) –
trenér František Harašta a Oldřich Janusicza

### FK PSJ Motorpal Jihlava
Martin Bílek (-/0),
Š. Jančok (-/0),
Pavel Pospíchal (-/0),
P. Procházka (-/0) -
M. Beránek (-/1),
Daniel Bratršovský (-/0),
L. Habermann (-/0),
M. Holec (-/0),
R. Chylík (-/4),
Ivo Koníř (-/5),
P. Kračmar (-/1),
P. Kuchta (-/3),
P. Moravec (-/1),
M. Morkus (-/3),
J. Novický (-/2),
M. Pazderník (-/1),
L. Pospíchal (-/0),
L. Staněk (-/9),
P. Svítil (-/0),
M. Šancl (-/1),
Petr Tržil (-/0),
L. Vítů  (-/3) -
trenér Jiří Novotný